# Elsa Wallenberg
Pour les articles homonymes, voir Wallenberg.
Elsa Wallenberg (26 janvier 1877 – 17 octobre 1951) est une joueuse de tennis suédoise du début du XXe siècle.
Aux Jeux olympiques de Londres (1908), elle a atteint la finale du simple dames pour la médaille de bronze (épreuve en salle), échouant face à sa compatriote Märtha Adlersträhle.

## Parcours aux Jeux olympiques

### En simple dames
| # | Date       | Nom de l'olympiade             | Surface        | Résultat                 | Ultime adversaire   | Score         |          |
| - | ---------- | ------------------------------ | -------------- | ------------------------ | ------------------- | ------------- | -------- |
| 1 | 06/05/1908 | Jeux olympiques d'été, Londres | Parquet (int.) | 4e place (petite finale) | Märtha Adlersträhle | 1-6, 6-3, 6-2 | Parcours |